# Sukaharja (Cikulur)
Sukaharja is een bestuurslaag in het regentschap Lebak van de provincie Banten, Indonesië. Sukaharja telt 2569 inwoners (volkstelling 2010).